# Código de Procedimiento Penal de Chile
El Código de Procedimiento Penal de la República de Chile (CPP, C. de P. P. o CdPP, para diferenciarlo del Código Procesal Penal) es un cuerpo legal chileno que regula la manera de llevarse a cabo los actos del proceso para la aplicación de la ley penal, estableciendo un sistema procesal penal inquisitivo.
Fue elaborado a partir de un proyecto redactado por Manuel Egidio Ballesteros Ríos, tras una serie concursos ideados por el Congreso y el Ejecutivo desde 1846, y aprobado mediante la Ley n.º 1853, promulgada el 13 de febrero de 1906 y publicada el 19 de febrero del mismo año. Entró en vigencia el 1 de marzo de 1907, bajo el gobierno del presidente Germán Riesco.
El texto original tenía 738 artículos distribuidos en 3 libros, como el proyecto de Ballesteros, y hasta el año 2000 poseía 696 artículos distribuidos en 4 libros. 
Este cuerpo legal rigió de modo general en Chile hasta la entrada en vigencia del nuevo Código Procesal Penal —derivado de la reforma procesal penal y que comenzó a ser aplicado paulatinamente en las distintas regiones del país, entre el 16 de diciembre de 2000 y el 16 de junio de 2005—, y sigue vigente para los hechos acaecidos con anterioridad a la entrada en vigencia del nuevo código.

## Antecedentes

### Derecho Alto y Bajomedieval
El derecho procesal en el ámbito penal, tiene sus orígenes ya en el derecho germánico, el cual conocía del procedimiento acusatorio, aunque en ciertos delitos —como la traición— el juicio se tornaba netamente inquisitivo. Desde este punto de vista, no es suficiente para decir que constituye un antecedente para el código. Éste recoge la influencia del Derecho altomedieval bajo la fórmula del inicio y desarrollo del juicio, con los medios de pruebas de los Conjuradores y ordalías (estas últimas rechazadas por la Iglesia); y del Derecho bajomedieval, del cual se recogen las partidas de Alfonso X, el cual dedica una partida completa para el juicio criminal.

### Derecho indiano
El estilo que adquirieron los sistemas judiciales en las Indias fue el de no fundamentar las sentencias, o más bien, el de no incurrir en mayores fundamentos, mientras que la opinión de los fiscales, basada en sus vistas, defensas y alegatos, adquirió una importancia preponderante en el juicio criminal. Sobre este punto, la doctrina de los bonaerenses José Márquez de la Plata y Manuel Genaro de Villota vislumbra los aspectos principales en el procedimiento penal que regía en las Indias.
Para llevarse a cabo un juicio los arreglos de las peticiones debían ser pertinentes, y se establecían generalmente por la costumbre, y en ocasiones, por las leyes, debiendo ser respetadas por las partes y los letrados, ya que en caso contrario la presentación podía ser rechazada, así como también el apercibimiento del infractor. Además, debía llevar la firma del abogado, aunque este requerimiento no era absoluto. Por ejemplo, podía ocurrir que en un síndico no existieren letrados, y exigir la firma de un abogado era realmente imposible; por lo tanto, se estableció un defensor de pobres, que podía ser solicitado por la persona al juez para que le nombrara un defensor de pobres para todas sus causas.
Por otro lado, la audiencia de parte era otro principio en el procedimiento indiano. En este sentido, no se podía iniciar el proceso sin llamarse a la otra parte a defender su perjuicio, pues el proceso determinaba que, como regla general, no se decidiera nada que interesara a una parte, sin darle antes la oportunidad de ser escuchada. Aunque este principio no era absoluto admitiendo excepciones en el caso de la confesión, cuando el reo se hallara prófugo, si el delito era muy notorio y atroz.
En el caso de la representación, existía el principio de que no puede haber dos procuradores in solidum de un mismo pleito; es decir, que no se admite una doble representación, sobre todo en causas de acción popular, cuando son muchas las personas que demandan a otra parte. Sobre este punto, en un principio solo podía ser representado el ofendido, no el reo, admitiéndose solamente al pariente más propincuo del acusador. Sin embargo, después de tantas excepciones que se les daban a los acusados, terminaron también por ser representados.
En el caso de que el reo se hallase prófugo, el procedimiento continuaba hasta la sentencia, sin que se le nombrase inclusive defensor. Por tanto, tampoco era admisible el recurso de súplica que interponía el procurador, cuando el reo estuviera prófugo.

### Independencia
Durante el periodo de la Patria Nueva, en el gobierno de Bernardo O'Higgins (1817-1823), una vez independizado Chile de la Corona española, surge preocupación por la administración del Estado, y por sobre todo, de la justicia, pues hasta entonces solo era posible encontrar leyes sueltas que quedaron vigentes después de producida la emancipación. Desde entonces, comienza un proceso de autogobierno, en donde Chile emite sus propios cuerpos legislativos, como la Constitución Provisoria de 1818, de 1823, 1828 y 1833 que contenían normas procesales referentes a la administración de justicia y algunas normas de procedimiento penal.
En la Constitución Provisoria para el Estado de Chile de 1818 existe una gran preocupación por la organización del Poder Judicial, además de acentuar la posición del ciudadano frente a los delitos, dándole cierta protección, salvo si el delito incurría un peligro inmediato de la patria.
En cuanto a la legislación procesal penal, seguían rigiendo las leyes españolas del periodo colonial, siempre que estas no fueran contrarias a las nuevas dictadas por el Estado. Pero la dispersión de estas leyes hacía difícil establecer un orden de prelación, aunque estando rigiendo todavía la Novísima Recopilación de 1805, que fue el último Código español vigente en Chile hasta entonces, se fijó un orden de preferencia como el siguiente:
1. Reales cédulas.[11]
2. Novísima Recopilación (que comprendía lo esencial del Ordenamiento de Alcalá y las Leyes de Toro).[11]
3. Fuero Real y Fueros particulares.[11]
4. Las Siete Partidas de Alfonso X.[11]

Posteriormente, por un Senado-Consulto del 7 de junio de 1820, que reguló la aplicación de las leyes españolas vigentes en Chile después de la emancipación, estableció el siguiente orden:
1. Pragmáticas, cédulas, decretos u ordenanzas del Rey desde el 18 de mayo de 1680, hasta la independencia.[12]
2. Recopilación de las Leyes de Indias.[12]
3. Novísima Recopilación de 1813.[12]
4. Leyes de Estilo.[12]
5. Fuero Real.[12]
6. Fuero Juzgo.[12]
7. Las Siete Partidas.[12]

Asimismo, el Estado Republicano adoptó algunas leyes españolas que, en los tiempos de la dominación española, no tuvieron vigencia,
Posteriormente, en 1828, se promulgaría un Reglamento de sustanciación de los juicios criminales, por Manuel Joaquín Valdivieso y Maciel Archivado el 13 de diciembre de 2013 en Wayback Machine..

### República Conservadora
El período conservador de la historia de Chile, se enmarca dentro del denominado período de los decenios (1831-1871) que se caracteriza por una marcada imposición al respeto de las leyes por parte de los 4 presidentes que gobernaron en ese tiempo. Con la influencia liberal europea, que buscaba ampliar las libertades públicas, los conservadores terminaron abandonando el poder para dar paso al período liberal, pero no sin antes preocuparse por la legislación del país. De esta manera, y a pesar de tratarse de gobiernos autoritarios, se hicieron importantes avances en el ámbito del procedimiento con las llamadas Leyes Marianas de 1837.
- Implicancia y recusación de los jueces: Es decir, las prohibiciones que establecía la ley para que un juez no pudiera conocer de un asunto determinado cuando éste carecía de imparcialidad necesaria para fallar. Si el juez que estaba implicado fallaba, cometía delito. Actualmente ello se ve en el artículo 224 n.º 7 del Código Penal, y regulado en el artículo 49 y ss. del Código de Procedimiento Penal.[15]
- Fundamentación y redacción de la sentencia: Buscaba que la sentencia tuviera todas sus partes. A pesar de que esta materia no compete al C. de P.P., sí en él se establecen los parámetros para redactar las sentencias debidamente según los casos.[16]

- Recurso de Nulidad o Casación: Este tipo de recursos se dan en los casos en que, eventualmente, el juez ha fallado contra derecho.[n 3][17]

En perjuicio de lo anterior, estas leyes procesales llevaron a una confusión de acuerdo con las normas vigentes (pues aún estaban rigiendo leyes españolas coloniales), lo que suscitaron los proyectos de redacción del Código de Procedimiento Civil en 1840, y el de Procedimiento Penal en 1846; ambas sin resultado inmediato.

## Génesis del Código

### Guerra Civil de 1891
En el año 1890, la oposición al gobierno de Balmaceda era mayoría en el Congreso, y por tanto, los actos del ejecutivo eran fiscalizados enérgicamente. Ya, para ese entonces, Balmaceda había convocado a un concurso para la redacción de una Ley de enjuiciamiento criminal, pero las circunstancias sugirieron una pausa.[cita requerida] Se estaba produciendo el enfrentamiento entre el Congreso, que había alcanzado gran supremacía, y que se oponía tenazmente a la intervención electoral del ejecutivo, y el presidente Balmaceda. A esas alturas, el Congreso había cerrado su período legislativo y se encontró impedido de votar de censura. Pero el proyecto de la Ley de Presupuesto para 1891 no había sido debatido en el Congreso, de manera que el jefe de Estado debía convocar a sesiones extraordinarias para tal efecto. Sin embargo, no respetó este procedimiento, lo que desató la revolución armada.
El marco político-jurídico que se ciñó dio como resultado la guerra civil, que sirve como diferenciador entre dos realidades en la historia del Derecho de Chile. En este sentido, la guerra civil de 1891 es una pausa al período del concurso para la redacción del Código, que el mismo Balmaceda había convocado, por lo que 1 año más tarde, en 1892 —en el gobierno de Jorge Montt—, se retomaría el concurso, ya no como Ley de Enjuiciamiento Criminal, sino como proyecto de un Código de Enjuiciamiento Criminal. Hasta antes de esa fecha, solo había un texto de José Bernardo Lira Archivado el 21 de agosto de 2016 en Wayback Machine. que respondió al concurso que convocó Balmaceda en 1889.

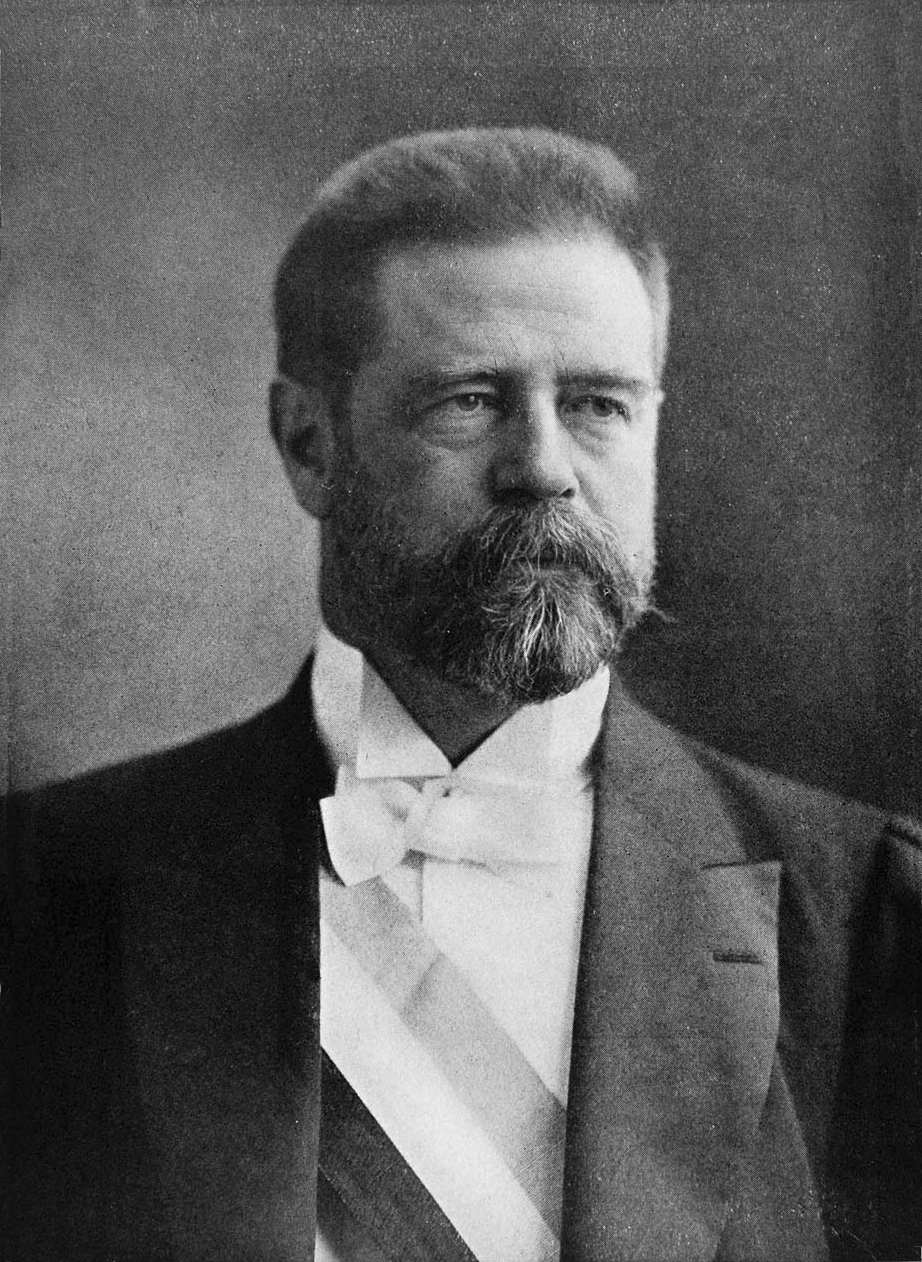
Germán Riesco, presidente de la República de Chile (1901-1906).

## Continuidad de su uso

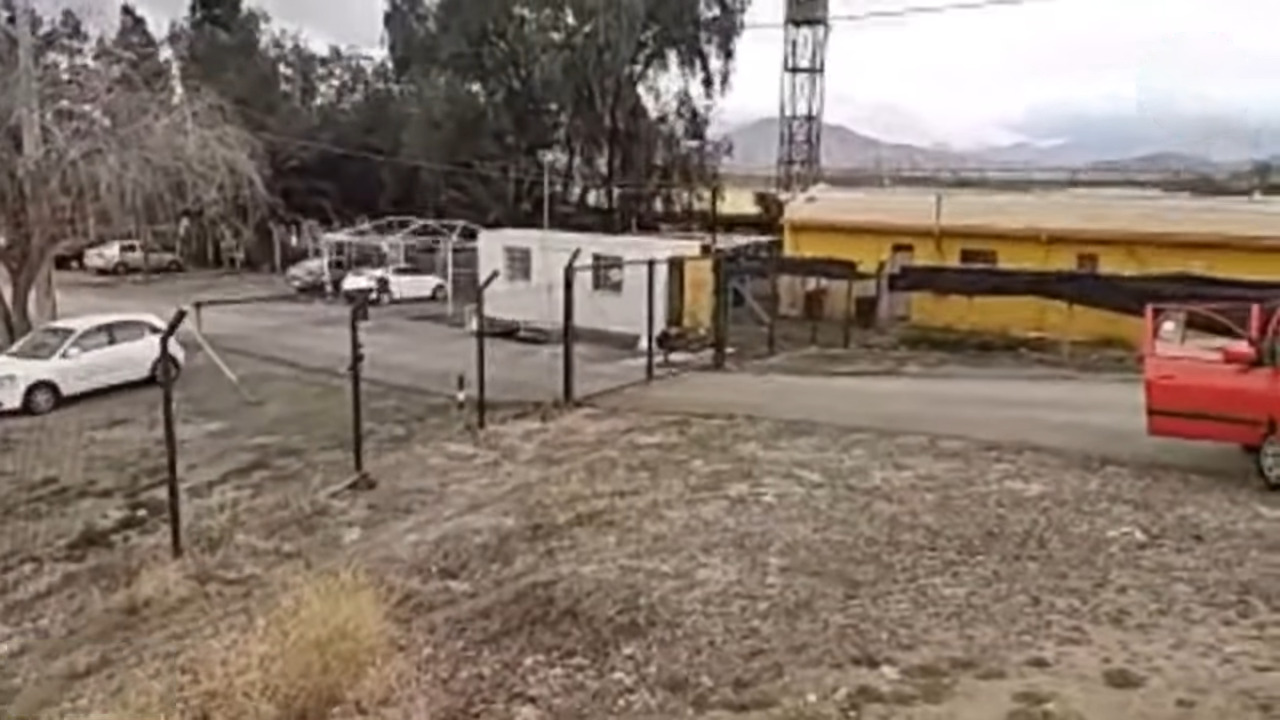
Entrada del penal de Punta Peuco.

### República Parlamentaria
El parlamentarismo chileno comienza una vez finalizada la guerra civil de 1891. El nuevo Gobierno, encabezado por el presidente Jorge Montt, mediante reformas a la Constitución de 1833, formalizó las prácticas parlamentarias sobre la aprobación de leyes que venían dándose de hecho en la política chilena desde 1870. Sin perjuicio de lo anterior, en cuanto a las dificultades que se presentaban para que el Congreso aprobara leyes nuevas, surge, en la sesión ordinaria del 18 de agosto de 1905, la idea de aprobar el proyecto del Código de Procedimiento Penal, que, entremedio de otros proyectos, como la creación de nuevas salas y Cortes en Santiago, Valdivia y Talca, la aprobación del proyecto del cuerpo normativo se considera como de última urgencia,[cita requerida] lo que denotaba aún más el fuerte carácter parlamentario de entonces, que no fue indiferente para el proyecto del Código de procedimiento penal, y su aprobación.
Germán Riesco fue un juez de la Corte el cual prácticamente fue sacado de los tribunales de justicia contra su voluntad para llevarlo a la presidencia. No era un político ni tampoco poseía el carácter suficiente para desenvolverse dentro de este régimen parlamentario que ya comenzaba a corromperse, pero resultó elegido con una abrumadora mayoría por la Alianza Liberal, asumiendo el mando de la nación el 18 de septiembre de 1901. En virtud de que Riesco era todo un hombre de derecho, su principal preocupación en el gobierno fue el tema de las reformas legales, que se concretaron con la promulgación del presente Código de Procedimiento Penal en 1906, pero no sin antes el de Procedimiento Civil en 1902. Ambos mensajes (el de procedimiento penal y el de procedimiento civil) fueron redactados por él en donde relata la importancia histórica que tenían ambos cuerpos legislativos para el ámbito del juicio criminal y civil.

### Elaboración del Código

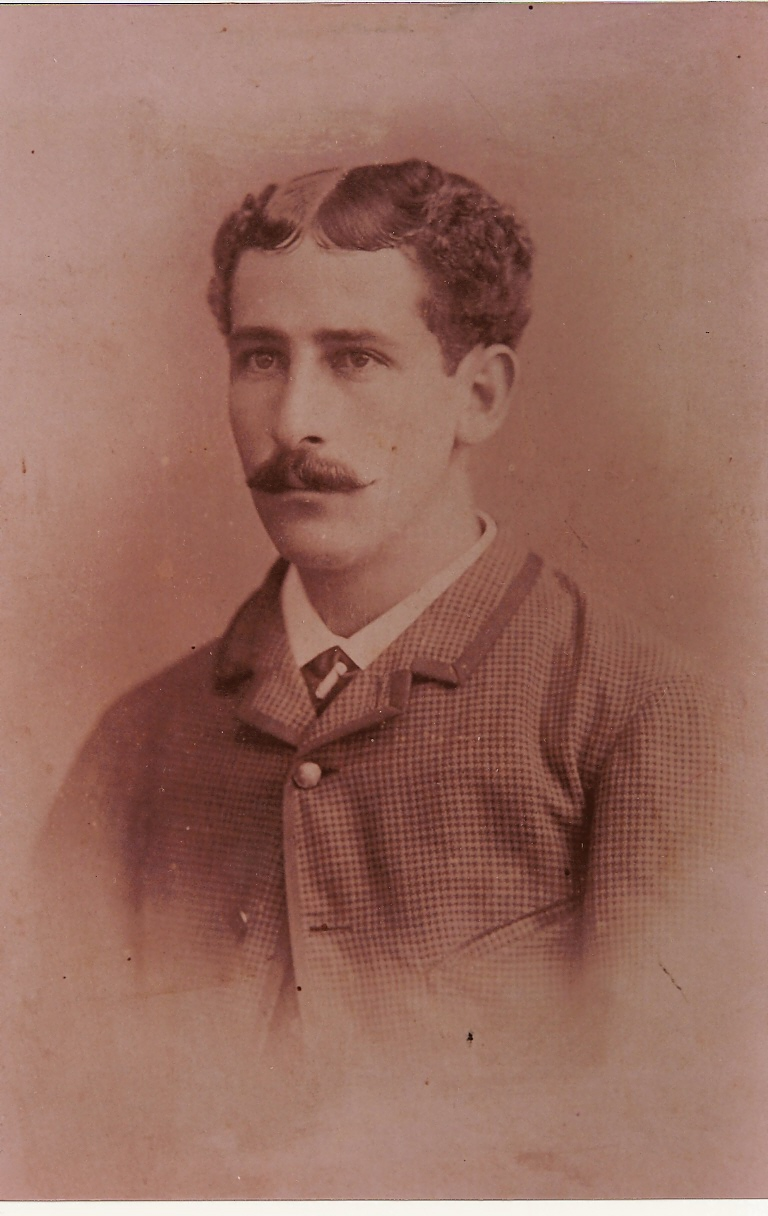
Manuel Ballesteros Ríos, redactor principal del Código de Procedimiento Penal chileno.

La redacción del Código de Procedimiento Penal tuvo un largo y detenido proceso por la situación política y social que vivía Chile en ese entonces. Fue un proceso lento, pues se gestaron diversas comisiones y concursos de redacción que terminaron por mermarse ante las vicisitudes que se iban presentando. La guerra civil de 1891 marcó la diferencia histórica con el concurso definitivo de 1894, pero tuvieron que pasar 12 años para que recién —en medio del régimen parlamentario— se aprobara el cuerpo normativo ante una comisión mixta, lo que denota aún más la dificultad que tuvo para ser aprobado.

#### Proyectos
La historia de las comisiones redactoras del código tiene su primera aparición bajo un Decreto Supremo del presidente Bulnes el 18 de diciembre de 1846, en el que designó a una comisión que redactara un Código Penal y uno de Procedimiento Penal. Dicha comisión estuvo compuesta por Antonio Varas, José Victorino Lastarria, Antonio García Reyes y Manuel Antonio Tocornal.
Sobre esta comisión no se sabe si se reunieron o no, y si lo hicieron, sus trabajos jamás fueron conocidos.
Tras el fracaso del primer intento, el 14 de septiembre de 1852 el Congreso dicta una ley en la que se faculta al presidente de la república, Manuel Montt, para asignar una renta igual a la que gozan los ministros de la Corte Suprema para quienes presentasen un proyecto de código penal y de procedimiento penal. A través de esto, Alejandro Reyes fue designado para la elaboración de estos códigos, pero murió al poco tiempo, por lo que fue José Bernardo Lira quien debió terminar el trabajo, pero también falleció sin poder completarlo, aunque alcanzó a escribir 426 artículos relacionados con el plenario y el sumario.
El Gobierno nuevamente se ve en la necesidad de llamar a concurso para la elaboración de un código, y fue mediante el Decreto Supremo del 29 de noviembre de 1889 en el que el presidente José Manuel Balmaceda ofrece la suma de $18.000 para el ganador. Debido a la situación política que se vivió en el país en 1891, los plazos establecidos para presentar los proyectos tuvieron que posponerse para 1892, y esta vez, bajo el Decreto Supremo del presiente Jorge Montt del 23 de julio de 1892, cuando ya había cesado el conflicto, y en donde se presentaron 7 trabajos bajo los siguientes pseudónimos:
1. Sini Spes.
2. Nemo.
3. Garales (Manuel E. Ballesteros).
4. Clotilde i Celia (Agustín Zisternas).
5. Ignotus (José Joaquín Zañartu).
6. A.V.E.
7. Nil novi subsole.

La comisión que revisó los trabajos, compuesta por Belisario Prats y Ramón Antonio Vergara Donoso, otorgó el premio al proyecto firmado por "Garales", que correspondía a Manuel Egidio Ballesteros. Al proyecto solo le fueron sugeridas algunas modificaciones antes de que se entregara al Congreso, con fecha del 31 de diciembre de 1894. Un mes antes, el 30 de octubre, el Ministerio de Justicia e Instrucción Pública, en presencia del ministro del ramo, Carlos Riesco, y del subsecretario Tobías del Río, procedió a abrir el sobre que contenía el pseudónimo "Garales", y que en cuyo interior contenía una tarjeta que decía "Manuel E. Ballesteros". De este modo, ese mismo día se publicó en el Diario Oficial el resultado del concurso. El 5 de noviembre del mismo año, se publicó en el número 8.956 del Diario Oficial, el informe de la comisión que Riesco y del Río hicieron sobre los proyectos del concurso.

### Mensaje
El mensaje del Código de Procedimiento Penal fue elaborado por el entonces presidente de Chile, Jorge Montt, en 1894, posterior a la guerra civil, y en el cual da a conocer el contexto general del proceso penal en el mundo, con énfasis en Europa, especificando los tres sistemas de procedimiento que se han llevado a cabo. En el mensaje se explica que existe el sistema por jurados, el de forma oral y el de forma escrita, siendo este último el que caracteriza al código, y que es propio del procedimiento penal chileno desde sus inicios hasta la reforma. De esta manera, se puede inferir porqué el procedimiento penal chileno adquirió, desde un comienzo, el  sistema inquisitorio, ya que se indica que los dos primeros no eran adecuados para implementar en Chile en ese entonces. Por ejemplo, sobre el juicio de jurados dice:

La institución del jurado ha parecido del todo inadecuada a nuestra situación social, a la cortedad de nuestros recursos y a nuestra falta, sobre todo en los pueblos de segundo orden, de ciudadanos competentes que pudieran ser llamados a desempeñar las delicadas funciones de hombres buenos. La planteación de este sistema exigiría además un personal demasiado numeroso en los tribunales de justicia, que significaría para nuestro erario una carga que no está todavía en estado de soportar.
Jorge Montt, Mensaje al Senado y Cámara de Diputados para la redacción del Código de Procedimiento Penal.[cita requerida]

Acercándose un poco a lo que podría pasar más adelante en el juicio penal chileno, dice, sobre el juicio oral público:

El juicio público oral ante jueces de derecho es un sistema que se aleja del procedimiento escrito y se acerca sensiblemente al del jurado. Casi todos los países en que el jurado existe, han comenzado por abandonar el método de la prueba escrita, instituyendo en su lugar el juicio público oral. [...] Tampoco ha sido posible dotar al país, de este segundo sistema de enjuiciamiento criminal, porque se oponen a ello muchas de las causas que impiden el establecimiento del jurado. El personal de jueces debería ser muy numeroso para que los tribunales del crimen pudieran funcionar por períodos determinados en los diversos departamentos de la República. En cada uno de ellos habría de tener lugar la celebración de los juicios pendientes, y en los debates de cada juicio deberían presentarse a la vez todos los testigos, peritos y demás personas que hubieran de intervenir en él. [...] Esto, aparte del ingente gasto que demandarían el crecido número de jueces, el costo de sus viajes y las indemnizaciones a los peritos y testigos.

Se comprende fácilmente que el sistema puede ser establecido en países ricos y poblados. En Chile parece que no ha llegado aún la ocasión de dar este paso tan avanzado, y ojalá no esté reservado todavía para un tiempo demasiado remoto.
Jorge Montt, Mensaje al Senado y Cámara de Diputados para la redacción del Código de Procedimiento Penal.[cita requerida]

De modo que la forma inquisitoria que se hereda en el código está justificada por la realidad social —y por lo demás judicial— que existía en ese momento. Así lo admite Montt párrafos más abajo:

Los criminalistas condenan la práctica de que el juez que instruye el sumario sea también el encargado de fallar la causa; y menester es confesar que las razones que aducen en apoyo de su tesis, son casi incontrovertibles. Pero para adoptar en Chile una regla diferente se requeriría duplicar a lo menos el número de jueces en los departamentos que no tienen sino uno solo; y todavía sería preciso, para aprovechar las ventajas del sistema, que ante el juez encargado del fallo se actuara toda la prueba del plenario, circunstancia que impediría constituir en sentenciador al juez de distinto departamento.
Jorge Montt, Mensaje al Senado y Cámara de Diputados para la redacción del Código de Procedimiento Penal.[cita requerida]

### Tramitación en el Congreso Nacional
En el Congreso se tramitó a través de una comisión mixta encabezada por el presidente de la república Germán Riesco, y la comisión compuesta por Manuel Egidio Ballesteros, Pedro Opaso Letelier, Raimundo Silva Cruz, Ramón Bañados Espinosa, Luis Barros Méndez, Francisco Javier Concha, Frutos Ossandón y Luis Vergara, y Luis Barriga como secretario. Esta comisión tuvo por objeto la revisión del proyecto enviado previamente a las cámaras respectivas, y cuya primera sesión la tuvo el 31 de marzo de 1902. Luego de 33 sesiones, en las que se analizó artículo por artículo, se aprobó sin mayores modificaciones el 25 de agosto de 1902.
Mediante oficio de 24 de octubre de 1903, el Senado remite el proyecto discutido y aprobado por la Cámara de Diputados para su discusión, con muy pocas modificaciones.
El proyecto del código se mantuvo bastante tiempo en la cámara de Diputados, hasta 1906, cuando se elevó al Senado para que lo aprobara, y cuya única modificación fue la de su entrada en vigencia, el 1 de marzo de 1907.